# رشيد صفر
رشيد صفر (ولد بالمهدية في 11 سبتمبر 1933 - توفي في 20 يوليو 2023)، سياسي ورجل اقتصاد تونسي تولى الوزارة الأولى بين 8 جويلية 1986 إلى 2 أكتوبر 1987.
هو ابن الزعيم السياسي المحامي الطاهر صفر المؤسس للحزب الحر الدستوري الجديد مع الحبيب بورقيبة ومحمود الماطري. تابع رشيد صفر تعليمه العالي في الآداب والحقوق والعلوم الاقتصادية بتونس بمعهد الدراسات العليا من أكتوبر 1953 إلى جوان 1957 ثم بباريس في فرنسا بالمدرسة الوطنية للآداب التابعة لوازة المالية والاقتصاد بباريس وفي كلية السربون باريس من أكتوبر 1958 إلى جوان 1959.

## السيرة
تحمل عديد المهام الإدارية السامية بالخصوص في وزارة المالية بالجمهورية التونسية وعينه بورقيبة على التوالي وزيرًا للصناعة (1977-1979) ثم للدفاع (1979-1980) ثم للصحة (1983-1980) ثم الاقتصاد (1986) قبل أن يكلفه بالوزارة الأولى من جويلية 1986 الي أكتوبر 1987 بعد أزمة مالية واقتصادية حادة وذلك لإصلاح الأوضاع وتدارك الأخطاء وكانت مدخرات تونس من العملة الصعبة قد نزلت حتى الصفر يوم تسلمه المسوولية في ظرف جد صعب وتمكن في بضعة أشهر من إبرام اتفاق مع صندوق النقد الدولي ومع البنك الدولي لتمكين تونس من حد أدنى من المدخرات المالية بالعملة الصعبة وقدم إلى مجلس النواب في شهر أوت 1986 قانون مالية إضافي وبرنامج إصلاح اقتصادي هيكلي حتى خرجت تونس من مأزقها المالي. تولى بين 1987 و1988 رئاسة مجلس النواب خلفا لمحمود المسعدي.
مثل رشيد صفر تونس سفيرًا لدى المجموعة الأوروبية في مدينة بروكسل من 1988 إلى 1992 ثم عين رئيسا للهيئة العليا للرقابة الإدارية والمالية بتونس من 1993 إلى 1996. من بين الأشغال التي ترئسها في السنوات الأخيرة يمكن الإشارة إلى: التقرير المتعلق بنتائج الاستشارة الوطنية حول تونس القرن 21 في سنة 1995 والتقرير المتعلق بسيل تحفيز الاسثمار الخاص بتونس سنة 2000.
من مؤلفات رشيد صفر كتاب اصدره سنة 1999 باللغة الفرنسية بعنوان «العولمة الضوابط والتضامن» يدعو فيه المجموعة الدولية لأنسنة العولمة وجعلها في خدمة كافة الشعوب لتحقيق السلم الحقيقية والاستقرار للجميع ودلك بالاقدام على إصلاحات جرية وجدرية في مختلف المنظمات الدولية وفي مقدمتها الأمم المتحدة وصندوق النقد الدولي والبنك الدولي حتي تستنبط الضوابط الملائمة لتوسع العولمة الاقتصادية والمالية والقضاء على سياسة المكيالين وازدواجية المعايير وجعل السياسة النقدية والمالية الدولية في خدمة تنمية حقيقية لمصلحة كافة الدول بصفة متكافية وعادلة.
واقترح رشيد صفر أن يكون الإصلاح للمنتظم الدولي مستوحا من هيكلية الاتحاد الأوروبي التي تمثل أنجع هيكلية مجربة لتسيير بطريقة عادلة شؤون مجموعة كبيرة من الدول وهي تعد بالرغم من نقائصها أنجع بكثير من الهياكل الحالية لمنظمة الأمم المتحدة ومجلس أمنها الحالي العاجز عن تنفيد القانون الدولي العادل بين الدول.
عين رشيد صفر سنة 2005 عضوًا في مجلس المستشارين. قدم استقالته من هذه المؤسسة يوم 1 فيفري 2011 تضامنًا مع ثورة الشباب التونسي التي أطاحت بنظام بن علي في 14 جانفي 2011.

## مقالات ذات صلة
- قائمة الوزراء الأولين (تونس)